# Баганати
Багана́ти (каз. Бағанаты) — село у складі району Шал-акина Північноказахстанської області Казахстану. Входить до складу Городецького сільського округу.
Населення — 28 осіб (2021; 93 у 2009, 282 у 1999, 372 у 1989).
Національний склад станом на 1989 рік:
- казахи — 73 %.